# Ippodromo

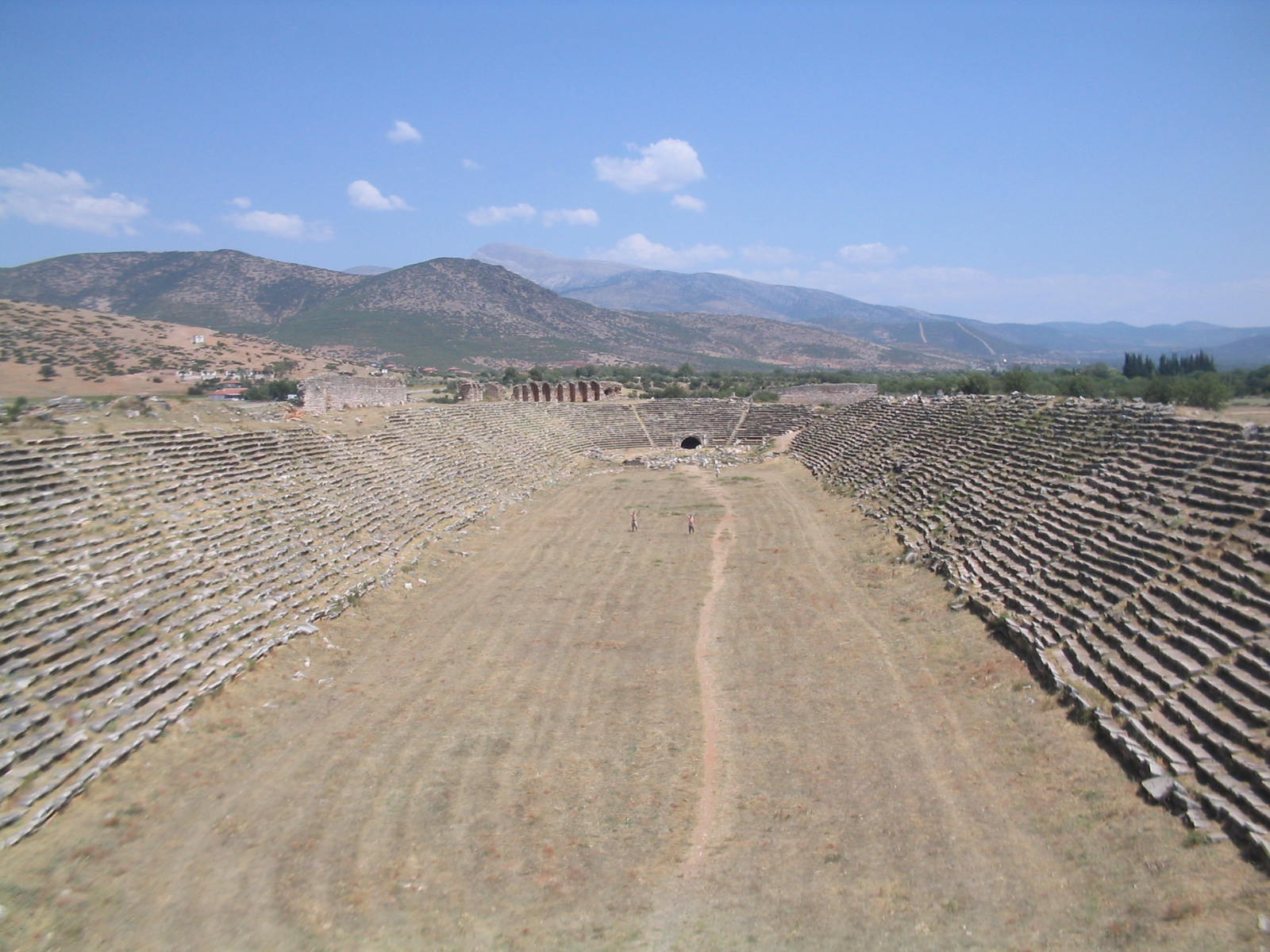
Un ippodromo nell'antica città di Afrodisia, nell'odierna Turchia.

Un ippodromo (dal termine greco ἱππόδρομος hippòdromos parola composta a sua volta da ἵππος hippos cavallo, e δρόμος dromos, corsa) è uno spazio aperto dove si svolgono le competizioni di ippica.

## Storia
In età antica si andò affermando nell'impero romano l'uso di strutture monumentali per le gare di corsa di carri trainati da cavalli. Tali strutture presero il nome di circo, ma in oriente erano conosciute con l'equivalente nome greco di ippodromo (vedasi l'Ippodromo di Costantinopoli).

## La struttura
Gli ippodromi moderni dispongono di tribune e strutture atte ad ospitare gli spettatori e permetter loro di effettuare scommesse sulle corse in programma. A seconda del tipo di competizione che ospitano, vi sono ippodromi dedicati alle corse al trotto, a quelle al galoppo e impianti polivalenti, in grado di ospitare entrambi i tipi di corsa.
Le piste per il trotto sono generalmente di forma anulare con superficie in sabbia o (più raramente) altri materiali quali terra battuta o carbone. La misura media (in corda interna) delle piste da trotto è solitamente di 800 o 1000 metri. Le piste per il galoppo sono generalmente rivestite da un manto erboso, ed a seconda del tipo di gara al galoppo possono avere forma ovale più o meno allungata ed una pista dritta lunga circa 1000 metri.
Fra gli ippodromi più conosciuti si segnala l'ippodromo di Ascot, in Inghilterra.